# 武館 (電影)
《武館》（英語：Martial Club），是1981年上映的香港古裝武打電影，由劉家良執導，倪匡編劇，劉家輝、麥德羅、王龍威等主演。2011年，本片獲香港電影資料館推選為「百部不可不看的香港電影」之一。:71

## 故事大綱
故事以黃飛鴻少年時代為背景。廣州三大著名武館：務本、天壽、正豪鼎足而立，務本武館館主黃麒英之子黃飛鴻（劉家輝飾）與天壽武館弟子王隱林（麥德羅飾）是經常互相切磋的好友，隱林年少氣盛，經常闖禍，兩人更多番遭到正豪武館少主陸山豪的挑釁與陷害。後陸氏父子邀得北方高手單雄（王龍威飾）助陣，但單雄為人正直，只想以武會友，建議山豪為陰招道歉，正面挑戰飛鴻等人。最後單雄於九曲巷親與飛鴻過招，飛鴻終得單雄認同。

## 演員表
| 演員   | 角色   | 備註                                               |
| ------ | ------ | -------------------------------------------------- |
| 劉家輝 | 黃飛鴻 | 務本武館弟子。                                     |
| 麥德羅 | 王隱林 | 天壽武館弟子，黃飛鴻之友，經常互相切磋。性格輕浮。 |
| 惠英紅 | 王菊英 | 王隱林之妹。                                       |
| 谷峰   | 黃麒英 | 務本武館館主，黃飛鴻之父。                         |
| 唐偉成 | 鄭天壽 | 天壽武館館主。                                     |
| 朱鐵和 | 陸正甫 | 正豪武館館主。                                     |
| 京柱   | 陸山豪 | 陸正甫之子。黃飛鴻及王隱林之天敵。                 |
| 小侯   | 麥振華 | 務本武館弟子，黃飛鴻及王氏兄妹之友。               |
| 王龍威 | 單雄   | 來自上海精武門的北方高手。                         |

## 外部連結
- 香港影庫上《武館》的資料（繁體中文）
- 互联网电影数据库（IMDb）上《武館》的资料（英文）
- 豆瓣电影上《武館》的資料 （简体中文）